# Distrito de San Mateo de Otao

Provincia de Huarochirí en el Departamento de Lima, Perú

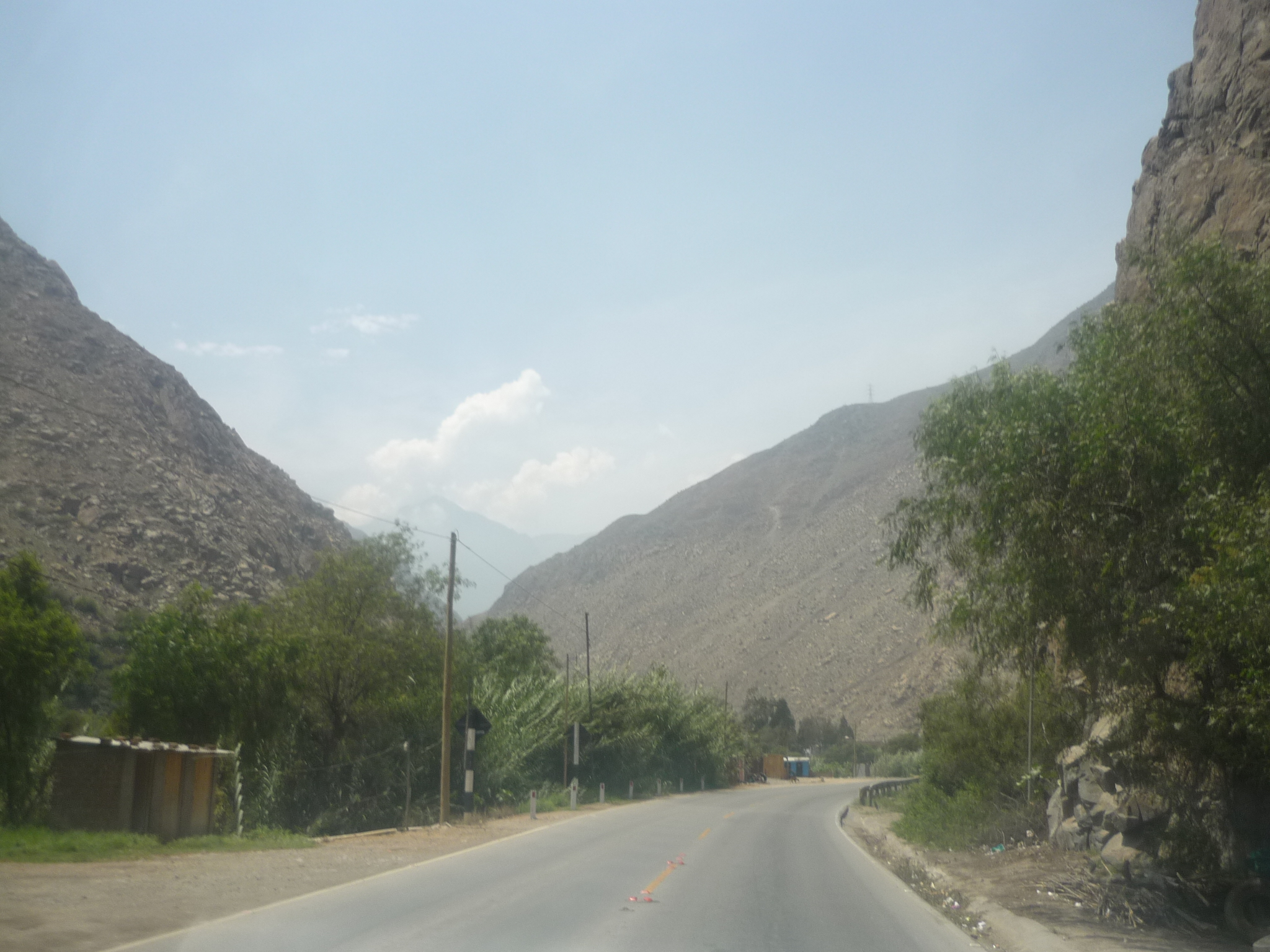
Carretera en las afueras de San Mateo de Otao

El distrito de San Mateo de Otao es uno de los treinta y dos que conforman la provincia de Huarochirí, ubicada en el departamento de Lima en el Perú. Se encuentra en la circunscripción del Gobierno Regional de Lima-Provincias. 
Limita por el Norte por los distritos de San Juan de Iris y San Pedro de Casta, por el Sur con los distritos de Ricardo Palma, Santa Cruz de Cocachacra y San Bartolomé, por el Este con los distritos de San Jerónimo de Surco y Matucana y por el Oeste con los distritos de Callahuanca y Santa Eulalia.
Dentro de la división eclesiástica de la Iglesia Católica del Perú, pertenece a la Vicaría IV de la Diócesis de Chosica

## Historia
La historia original del distrito de San Mateo de Otao se pierde y se remonta a la época pre incaica, etimológica-mente la palabra Otao se deriva según datos de la palabra Kauque Ot-Ao que quiere decir pueblo de dos Bandos y según la ruina del primitivo pueblo que está muy cerca al actual en el lugar denominado “Callejón” se ven dos deidades de piedras representadas por una cabeza de hombre al lado del pueblo y una cabeza de mujer puesta su vestimenta de ñusta en la entrada, pero con el pasar de los años y la llegada de los españoles han sido trasladados al lugar donde hoy se encuentra, siempre situado en una quebrada, donde está representada por las dos deidades y en ese sitio en tiempo anterior existió una laguna o estanque de la acequia que venía desde Yananeque, según huellas halladas.
Otra teoría dice que la palabra Otao proviene de la Uta, que es una enfermedad endémica de la piel que atacaba a sus habitantes especialmente en la cara y las manos. Otao ha sido parte de la cultura de los Cuismancos según las ruinas de Huarichaca, Marca-Marca, Ticapampa, Chaupimarca; entre otros datos se dice que descendieron de los Huanchor y Huallas.
En la época incaica formó parte del reino del Chinchaysuyo, primero con el nombre de los Lurín Yauyos y después de Huarochirí en los dominios de Pachacamac. En la época virreinal siguió formando parte de Huarochirí como Provincia y bajo el Repartimiento de San Francisco de Chaclla y la Huaranga de Casta, estos datos se afianzan en sus títulos de 1648 y en la reseñada por el sabio Huarochirano Julio César Tello en donde se conoce según el bautismo de los españoles con el nombre religioso de San Mateo de Otao y en ese mismo documento se menciona varios personajes aborígenes Otahuínos desde 1648, que han luchado por los derechos y han conservado la integridad territorial de este pueblo de Otao. Estos personajes fueron: Ignacio de Jesús, Cristóbal Francisco, Jacinto Rodríguez, Juan de Villa, Domingo Pascual, Fernando de Rojas, Juan Ramírez Capcha, Juan Alonso Flores, Diego Cajamanta, Juan Gonzáles, Cristóbal Jana y Domingo Marcos.

### Creación del distrito
Según han ido pasando los años el pueblo de San Mateo de Otao ha procurado superarse siempre con la idea de convertirse en distrito algún día. Fue el 18 de octubre de 1922, que con la audaz clarificada del despertar, el ciudadano cumbeño y otahuíno Wenceslao David Flores Pérez publicara en el periódico provinciano “Adelante”, dando un detalle minucioso del progreso, “Habitantes de Otao y sus progresos” concluyendo y diciendo que debe ser distrito y lo será cuando sus habitantes lo soliciten y sus representantes les ayuden. Constituyéndose así Wenceslao David Flores Pérez como uno de los precursores de la independencia Otahuína del dominio del distrito de San Pedro de Casta.
El 5 de abril de 1936 se dio un lanzamiento de solicitud al Congreso pidiendo que Otao sea Distrito siendo personero o síndico del pueblo de Otao, Máximo Espíritu de la Cruz. La solicitud al Congreso Nacional se hizo por intermedio del representante doctor Lozada Benavente y se realizó todo el esfuerzo para que el trámite siga su proceso, sin embargo no avanzó mucho en mesa de partes gastando la Comunidad la suma de trescientos soles oro, realmente fue el primer esfuerzo concreto para que Otao sea distrito.
Entre los años 1941 a 1944 tras la ideal abnegación del ciudadano Blas Oseas De La Cruz Capcha, ayudado por Gumersindo Espíritu Gonzáles y Porfirio Gonzáles Cisneros, con la colaboración del Ingeniero José Gregorio Galindo se preparan los papeles necesarios para tal fin, como fueron memoriales y planos.
Llegado el año 1944, en el Congreso, el interesado ciudadano Blas Oseas De La Cruz Capcha, insistió en que la Cámara de Diputados lo apruebe; estando en comisión territorial en el pedido del diputado Eduardo Founcuberta, fue aprobado en dicha Cámara el 16 de octubre de 1944 a las 9:00 de la noche.
Por fin, después de mucho empeño y sacrificio de los bolsillos de Blas Oseas De La Cruz Capcha y sus dos amigos que siempre estuvieron dispuestos en ayudarle, pudo realizarse el día feliz para el pueblo de San Mateo de Otao ascendiendo a la categoría de Distrito y así independizándose de San Pedro de Casta con la Ley N.° 10001, dado en la casa de Gobierno en Lima, a los siete días del mes de noviembre de mil novecientos cuarenta y cuatro; publicado en el diario “La Prensa” el 21 de noviembre de 1944, en el primer gobierno del Presidente Manuel Prado Ugarteche.

## Geografía
El Distrito de San Mateo de Otao se encuentra ubicado en la zona centro de la Provincia de Huarochirí departamento de Lima a una altitud comprendida entre los 1000 y 4750 m s. n. m., el clima varía de templado a frío. El acceso al distrito parte del kilómetro 45.5 de la Carretera Central a la margen izquierda del río Rímac, cruzando el puente Cupiche a través de una carretera de penetración afirmada que termina en tres partes Otao, La Mina, Quipapampa, sus tierras están regadas de forma irregular por las aguas de los ríos Yananeque, Cuellar y Condorsumi que juntos desembocan en el río Rímac.

### Distribución territorial
En el distrito se encuentran ubicadas dos comunidades campesinas: San Mateo de Otao y Santa Cruz de Ucro. 

### Superficie y densidad territorial
El distrito de San Mateo de Otao cuenta con una superficie territorial de 123.91 km² distribuidos en un 78.57 % para la zona rural y un 21.43 % para la zona urbana, alcanzando una densidad promedio de 16.9 habitantes por kilómetro cuadrado.

### Clima
Debido a su gran extensión, cuenta con climas diversos, predominando la subtropical y en las altitudes elevadas de las cordilleras es fría. En general el clima es muy agradable a un promedio de temperatura de 25 °C. Las lluvias se incrementan conforme aumenta la altitud y con precipitaciones temporales entre diciembre y abril estimando un promedio de 1.080 mm.

### Ríos y lagunas
Por lo general, los ríos de San Mateo de Otao son cortos, afluentes del río Rímac y de escaso caudal, nacen en los Andes a 4500 m s. n. m. y fluyen en dirección oeste hacia el Pacífico. 
Los ríos se alimentan de las nieves estacionales que cubren los Andes y de régimen pluvial. Los ríos más importantes son, Yananeque y Condorsumi que circulan del noreste a suroeste, son cortos y de caudal suficiente para hacer producir todo el valle de San Mateo de Otao, nacen en los Andes y fluyen en dirección oeste hacia el Pacífico.
La microcuenca hidrográfica de Yananeque, tiene la longitud de su curso de unos 10 kilómetros y la micro-cuenca de Condorsumi, tiene la longitud y su curso de unos 12 kilómetros donde ambos se unen (repartición) y recorren un curso de 6 kilómetros y desemboca en el río Rímac. El régimen hídrico de los ríos es de tipo torrencial con períodos de estiaje y crecida muy diferenciados entre sí. Es común la presencia de quebradas secas y estacionales con períodos de sequía de varios años consecutivos debido a la escasa precipitación provocada por fenómenos del niño y calentamiento global, sobre todo en la parte media.
Las lagunas principales Yananeque, Condorsumi y Cuéllar están en la naciente los ríos a los 4300 m s. n. m.

## División administrativa
Está conformado por los pueblos: 
- San Juan de Lanca - Capital del distrito
- Santo Toribio de Cumbe
- San Miguel de Tapicara
- Santa Cruz de Ucros
- Los Milagros de Salpín
- Santa Rosa de Canchacalla
- San Mateo de Otao.

## Capital
Su capital es el pueblo de San Juan de Lanca ubicado a 2 259 m s. n. m.

## Atractivos turísticos
Entre sus principales atractivos turísticos se encuentran: El Kurimakas, el sitio arqueológico de Marca-marca, el sitio arqueológico de Huarichaca, Quinchicocha.
Asimismo es un distrito que se caracteriza por ser un valle de frutas entre los cuales se encuentran a la chirimoya, palta, manzana, tumbo, y otras variedades de frutas.
Hoy San Mateo de Otao se ha convertido en una zona de gran auge para el llamado turismo de aventura. El Explorador Huarochirano D. López Mazzotti comenta que su  actual vocación casi es la de un gran "parque de aventura" y así en San Mateo de Otao se pueden contar actualmente: La gran parte de visitantes provienen de la Ciudad  Lima quien toman tours "Full Day San Mateo de Otao"  organizados por agencias de viajes o llegan  de forma particular 
ocho puentes tibetanos, dos bicicletas aéreas, tres teleféricos, una zona acondicionada para rapel, una tirolina, varios puentes colgantes. Asimismo cuenta con varios establecimientos para almorzar, comer helados, comprar artesanías, etc. Se ha fabricado una cascada adicional

## Datos básicos
| Comunidad Local | Población | Año  |
| Lanca           | 560       | 2017 |
| Canchacalla     | 550       | 2017 |
| Salpin          | 384       | 2010 |
| Cumbe           | 260       | 2010 |
| Tapicara        | 275       | 2010 |
| Otao            | 110       | 2010 |
| Ucro            | 210       | 2010 |

- Población total: 2349 (2010)
- Crecimiento de la población: 0,88% anual
- Densidad de población: 33 hab/km² estimado
- Esperanza de vida: Total 68,0 años (Femenina 70,0 años, Masculina 66,0 años)
- Religión: Protestante, católica, Israelita del Antiguo Pacto, Israelita del Nuevo Pacto
- Tasa de mortalidad infantil: 40 fallecidos por cada 1.000
- Tasa de profesionalización total:  11,3%
- Problemas sociales: Paternidad irresponsable en población 20% (412 menores de 23 años o en edad estudiantil)
- Forma de gobierno: Forma de gobierno democrático Municipalidad, comunidad, pueblos organizados, libertad individual, derechos humanos.
- Fecha de creación: 7 de noviembre de 1944 (independencia de Casta)
- Producto Interior Bruto]] (PIB: 10,100,000 soles (2009)
- Per cápita: $. 4.818.70
- PBI por sector económico: Producción agrícola 80.4 % (2007), PIB: comercio 7.4  % (2007), PIB: asalariados 8.0  % (2007), PIB: otros ( mineros, transportistas, otros) 4.2  % (2007)
- Presupuesto público (2011): S/. 1,656,958 Nuevos soles
- Producción: Chirimoyas, paltas, manzanas, ciruelos, vacunos, caprinos, ovejas y animales de carga
- Compra: Bienes de consumo, alimentos, ropa, electrodomésticos, vehículos y otros.
- Principales socios comerciales (vende en: Lima y otras regiones, Ecuador, Bolivia, Chile
- Principales socios comerciales (compra en): Lima y otras regiones, Japón, china, Brasil y otros.
- Industria: Industria incipiente de transformación de alimentos,
- Recursos naturales principales:Disponen de tierras cultivables, forestales, pastizales (6 000 has estimado 2009). Disponer de recursos hídricos en estación de lluvia 1000 l/s y secano 600 l/s
- Asimismo es un distrito que se caracteriza por ser un valle de deliciosas frutas entre los cuales están la chirimoya, palta, manzana, tumbo, y otras variedades de frutas.

## Recursos naturales
La riqueza tradicional reside en los suelos, agua y un clima propicio para la producción agrícola: fruticultura, horticultura, forestación y re-forestación, pastos y forrajes, ganado vacuno, ovino, caprino, etc. El distrito de San Mateo de Otao también cuenta con recursos minerales en la mina farallón y otras probables zonas, la explotación de la minera era polimetálica pero en la actualidad se encuentra paralizada.

### Protección medioambiental
San Mateo de Otao constituye un caso poco usual como distrito, ya que abarca la región yunga, quechua, puna Entre los variados ecosistemas de este distrito se encuentran el desierto y varios antiguos bosques de mito, como de Hurancay y Maco. Presenta también nieves temporales en la cordillera de los Andes. 
La población se concentra en las cercanías de los ríos que sufre graves problemas de contaminación con basura a lo largo de su curso especialmente en zonas de Canchacalla, Salpin, Lanca, Tapicara, Cumbe. Aproximadamente el 0.1 % (2009) de la superficie del valle se ha reforestado y los bosques se están destruyendo sin nadie que se preocupe por declararle Reserva Natural del distrito. La erosión del suelo es elevada y algunas zonas se están desertizando. Otras se están recuperando por la construcción masiva de andenes.
El sistema distrital de áreas silvestres protegidas no existe. La flora y la fauna están a merced de la suerte. Un caso particular son las vicuñas, que hasta el año 1998 se veían en manadas por las alturas. Hoy no se las ve, al parecer quedarían pocos ejemplares. 
Si bien el Perú es signatario de numerosos acuerdos internacionales para la protección del medio ambiente, en San Mateo de Otao no se cumplen estos acuerdos. En las alturas se ha exterminado las vicuñas y no ha habido ningún sentenciado por matar a una especie en peligro de extinción como la vicuña, delito para el que la condena es no menor de ocho años de prisión.

## Flora
La vegetación de las regiones naturales que hay es de una gran variedad. En curso bajo de los ríos andinos crecen, principalmente plantas adaptadas a suelos secos, como cactáceas, hierbas y eucaliptos. En la altiplanicie la vegetación se reduce a algunas especies como el icho, lloque, quinual y varias cactáceas. Otras plantas que crecen en territorio son el huarango, el molle, la tara, el mito y la caña.

## Fauna
La fauna es variada con pequeños reptiles, como lagartijas, serpiente y los insectos, y mamíferos como la vicuña, la chinchilla, el zorro y el guanaco entre otros. En cuanto a las aves de esta región, destacan el gavilán, el colibrí, la perdiz, el cóndor, la perdigana. 

## Gobierno local
Las municipalidades con la ley de la descentralización están recuperando y obteniendo nuevas atribuciones por lo cual cada año está aumentando significativamente su presupuesto por lo cual el municipio está implementando una modernización progresiva, capacitación a su personal y control estricto del gasto e ingresos. Se está reforzando los mecanismos de participación y fiscalización por la colectividad, como el presupuesto participativo, el CCL y el consejo para desarrollo a corto y largo plazo. Todo esto siguiendo un plan de desarrollo estratégico que nos ayude a ofrecer a los vecinos un entorno de progreso y justicia que todos merecemos.
La ramas del gobierno local comprenden: obras y servicios básicos, educación, justicia y seguridad ciudadana, salud, comercio y servicios sociales, agricultura y comercio, salud, y servicios sociales, transporte, trabajo y medio ambiente.

## Autoridades

### Municipales
- 2019 - 2022[3]
  - Alcalde: Ysneyder Abdiel Espiritu Perez, Partido Político Acción Popular (AP).
  - Regidores: Herbert Ivan Cisneros Baldeon (AP), Modesto Smelin Gonzales Cisneros (AP), Yanet Magaly Vargas De La Cruz (AP), Sannifer Frecia Cisneros Espíritu (AP), Linder Vargas Cisneros (FP),

- 2015 - 2018[4]
  - Alcalde: Luis Humberto Cuéllar Gutiérrez, Movimiento Concertación para el Desarrollo Regional (CDR).
  - Regidores: Freddy Plinio Espíritu Capcha (CDR), Hermindo Sebero Riquez Espíritu (CDR), Yoana Denys Ramírez Flores de De La Cruz (CDR), Dominica Feliciana Gonzales De La Cruz (CDR), Ulvey A. Riquez Solano (Unidad Cívica Lima),
- 2011 - 2014[5]
  - Alcalde:  Gilmer Dionicio Gonzales Cuéllar, Movimiento independiente Alternativa Huarochirana (AH).[6]
  - Regidores: Regidores: Clemente Gregorio Ñaupa Riquez (AH), Elvio Heráan Ríquez Davila (AH), Dionicia Norma Baldeón Gonzales de Pérez (AH), Elbert Duval Gonzales Cisneros (AH), Linder Eduardo Vargas Cisneros (Acción Popular).
- 2007 - 2010[7]
  - Alcalde: Gilmer Dionicio Gonzales Cuéllar, Partido Acción Popular.
- 2003 - 2006
  - Alcalde: Fausto Eusebio De la Cruz Gonzales, Movimiento Descentralista Alternativa Huarochirana.
- 1999 - 2002
  - Alcalde: Juan Glicerio Pérez Vargas, Movimiento independiente Reconstrucción Huarochirana.
- 1996 - 1998
  - Alcalde: Andrés Avelino De la Cruz Pérez, Lista independiente N° 13 Movimiento Independiente Comunal.
- 1993 - 1995
  - Alcalde: Eriberto Félix Cisneros Cisneros, Partido Acción Popular.
- 1990 - 1992
  - Alcalde: Luciano Félix Cuéllar Obispo, Partido Acción Popular.
- 1987 - 1989
  - Alcalde: Edgar Glandelino Ramírez De la Cruz, Partido Aprista Peruano.
- 1984 - 1986
  - Alcalde: Neptalí Pérez Gonzales, Partido Aprista Peruano.
- 1981 - 1983
  - Alcalde: Narciso Santos Toledo, Partido Acción Popular.

### Policiales
- Comisaría de San Mateo de Otao
  - Comisario: Mayor PNP.[8]

### Religiosas
- Diócesis de Chosica[9]
  - Obispo: Mons. Norbert Klemens Strotmann Hoppe M.S.C.
- Parroquia María Inmaculada Concepción - Capilla San Mateo[10]
  - Párroco: Pbro. Raúl Ángeles Cabrera.

## Festividades
- Septiembre: San Mateo

## Comunidades campesinas
Las comunidades campesinas tienen como su fin principal la administración de la tierra y su distribución equitativa entre los comuneros, La comunidad o la población en General puede presentar proyectos para que en el presente la distribución de recursos naturales especialmente suelo y agua se realicen en forma equitativa empleando principios de distribución estos u otros mejores. a). Todos los ciudadano y comunero del distrito de San Mateo de Otao al cumplir dieciocho años recibirá una propiedad invendible, ni ningún tipo de transferencia es válida por más de diez años consecutivos, esto para asegurar a su descendencia un sustento, evitar el acaparamiento de tierras por tiempo indefinido sea legal o ilegal por algunas personas. b). El potencial de tierras agrícolas del distrito de San Mateo de Otao es aproximadamente de 3000 hectáreas, en primera parte se reserva 1500 hectáreas y se divide en 1500 hectáreas entre todo ciudadano y comunero del distrito en forma equitativa, priorizando primero a los que nunca han tenido una adjudicación y sus padres no hayan tenido una adjudicación exagerada. En ambos casos se forma un consejo de distribución de recursos integrado por doce personas que resalten por su honestidad y sean amantes de la distribución justa, que evalúen los casos, propongan y den por adjudicado las propiedades.

## Economía

### Agricultura y ganadería
La actividad económica principal es la agropecuaria, que se ve favorecida por sus diferentes pisos ecológicos, que van desde la yunga hasta la puna, por eso existe la presencia de cultivos de frutales tales como la chirimoya, palta, ciruela (guindón), manzana, melocotón, tumbo y granadilla. Pero también existen otros tales como el maíz, la arveja, el haba, la papa, la oca, el olluco, la cebada, el trigo y hasta los pastos naturales representado por los géneros de Stipas, Poas y Bromus. La crianza principal es la de ganado vacuno, seguido del caprino y ovino; producen carne, quesos frescos, leche. El sector agricultura y ganadería ocupa el 82 % de la población económicamente activa y genera un PBI de 83 %.
| Cultivos          | Hectáreas | Año  |
| ----------------- | --------- | ---- |
| Chirimoya         | 812       | 2010 |
| Palta             | 98        | 2010 |
| Manzana           | 79        | 2010 |
| Melocotón         | 9         | 2010 |
| Tumbo             | 7         | 2010 |
| Pastos cultivados | 80        | 2010 |
| Otros             | 34        | 2010 |

En el año 2011, la producción de las 812 hectáreas de cultivo de chirimoya, ha sido afectado por el calentamiento global, reduciéndose su producción de más de 11 000 toneladas a 517 toneladas.
Ante la grave crisis económica que sufre los pobladores del distrito, las autoridades locales no dieron ninguna solución.

### Silvicultura
Se nota un inicio de la vocación forestal introducido por el PRONAMACH, ya que hay plantaciones de eucaliptos (bosquetes).

### Comercio
En el comercio cabe destacar la venta de frutas como chirimoyas, paltas, manzanas, carne y queso son los que generan los principales ingresos. 
Las compras fundamentalmente son alimentos, ropa, bienes de consumo, electrodomésticos, fertilizantes, insecticidas, vehículos.

### Agroindustria
La agroindustria es un sector prometedor que se trata de implantar poco a poco.

## Atractivos turísticos
El turismo es un sector desarrollado y cada vez más atractivo, el distrito se internacionaliza por el Festival de la Chirimoya que se realiza el último domingo de mayo de cada año. 
Los turistas de aventura gozan de excelentes zonas de recreación y un buen circuito turístico histórico, hay buenas reservas naturales, restaurantes campestres, granjas que visitar, rocas que escalar, zonas arqueológicas, zonas de acampar, esquiar a 4500 m s. n. m. en mayo, etc. Es muy importante por aquí el deporte de bicicletas de montaña. Y así este sector contribuye sustancialmente al crecimiento de los negocios de agriturismo, hospedajes, restaurantes, agencias de viajes, alquiler de cabañas, parques de entretenimiento y diversas tiendas minoristas especializadas.
Entre sus principales atractivos turísticos se encuentran:
- El Curimakas[13]
- Chaupimarca[14]
- El sitio arqueológico de Marca-marca[15]
- El sitio arqueológico de Huarichaca
- Quinchicocha
- Laguna de Cuéllar

### Transportes
La red de transporte se extiende por todo el distrito con 32 km de carreteras conectando los pueblos principales, el mantenimiento de las vías estar a cargo del municipio distrital y también con el apoyo de la provincial, el transporte, la construcción de carreteras es muy costoso por la geografía del distrito, pero la red de transporte también tiene que llegar a zonas productoras como Lucumay, Buenos Aires, Quinche etc.

## Población económicamente activa
Cuando se analiza a la Población Económicamente Activa (PEA) del distrito, se aprecia que casi el 47.1 % de la población está dentro de este rubro (o sea que está en posibilidad de realizar alguna actividad económica). Otro indicar claro que se muestra es que la mayor parte de la Población Económicamente Activa se dedica a la agricultura un 80.4% (siembran y cultivan frutas, verduras, tubérculos, etc.). una segunda escala es la población asalariada representada por un 8% y una tercera escala es la población que representa la población que se dedica a la actividad de servicios (bodegas, negocios, etc.) esta población es el 7.4%. 

### Trabajo y seguridad social
En 2009 se estima que con una población activa de 864 personas y con un empleo temporal.  La agricultura es el principal origen del movimiento económico. En el censo del 2003 se identificó 774 pobres en el distrito de San Mateo de Otao se debe a que el trabajo en el distrito es temporal.

## Actualidad

### Crisis agrícola en cultivos de chirimoya cumbe por cambio climático en Otao
En el año 2011, la producción de las 812 hectáreas de cultivo de chirimoya, ingreso del cual depende la economía de más de 5 mil habitantes, ha sido afectado por el calentamiento global, reduciéndose su producción de más de 11 000 toneladas a 517 toneladas.

### SENASA comunica inicio de operación intensiva para control de la mosca de la fruta
El día jueves 16 de junio ejecutivos de SENASA Lima- Callao en asamblea de agricultores del Distrito de Otao comunican el inicio de trabajo intensivo, en el corto plazo para el "Control de la Mosca de la Fruta" que permitirá exportar la sobre-producción de la Chirimoya al Asia, Europa y EE. UU.

### Centenario de la iglesia Adventista del Séptimo Día Lanca en San Mateo de Otao
La iglesia Adventista del Séptimo Día Lanca ubicada en el distrito de San Mateo de Otao, realizara la “Acción de Gracias” por los cien años del establecimiento de la segunda iglesia adventista del Séptimo Día protestante en el Perú,  La “Acción de Gracias”  se realizara en el estadio Común el sábado 10 de noviembre de 2012.  Los visitantes pueden ubicarlo en el mapa satelital ampliando en la parte inferior donde dice Canchacalla que se muestra en el enlace http://www.viasatelital.com/mapas/huarochiri_san_mateo_de_otao.htm